# Hohenrain
Hohenrain és un municipi del cantó de Lucerna (Suïssa), situat al districte de Hochdorf.